# Renault Colorale
La Colorale era un'autovettura di grosse dimensioni e di fascia medio-alta, prodotta tra il 1950 ed il 1957 dalla Casa francese Renault.

## Storia e profilo

### Il contesto storico e le origini
Alla fine della Seconda Guerra Mondiale la situazione in Francia era caotica: città bombardate, ingenti ricostruzioni da mettere in atto, un Paese, ancora in gran parte rurale, da riavviare. Tra le fabbriche maggiormente toccate dalla guerra vi fu la Renault, il cui destino, al termine del sanguinoso conflitto, fu quantomeno controverso: il suo patron, Louis Renault, fu imprigionato per collaborazionismo con i Tedeschi e pestato a morte, dopodiché, il 16 gennaio 1945, il governo francese requisì tutti gli impianti Renault e li fece propri, attuando di fatto una nazionalizzazione forzata dell'azienda. Al vertice della Régie (così veniva colloquialmente chiamata la Renault una volta passata sotto il controllo dello Stato francese) fu posto Pierre Lefaucheux, un ex collaboratore di Louis Renault. Per quanto riguarda le strategie industriali, le Case automobilistiche francesi dovettero sottostare nei primi anni al cosiddetto "piano Pons", che prevedeva la razionalizzazione della produzione automobilistica allo scopo di evitare forme di concorrenza commerciale fra una Casa e l'altra. E così la Renault si trovò a doversi occupare dei modelli di fascia bassa, una prospettiva che sfruttò pienamente dal momento che già durante la guerra era in fase di sviluppo un progetto clandestino che nell'immediato dopoguerra sarebbe sfociato nel lancio della 4CV. Ma era chiaro che un simile modello, sebbene destinato a contribuire in misura massiccia alla motorizzazione della Francia (assieme ad altri "mostri sacri" come la Citroën 2CV), non poteva rispondere a tutte le esigenze di una Francia in fase di ricostruzione. Già nel 1947, questa forma di dirigismo aveva perso gran parte del suo mordente. Del resto, anche la Citroën aveva un suo modello popolare in fase di ultimazione, così come la Renault aveva in cantiere un suo modello di fascia alta (la futura Frégate), il cui progetto era stato interrotto per preferire inizialmente quello relativo alla 4CV. Ma non bastava ancora: l'economia prevalentemente rurale su cui la Francia viveva, l'esigenza di trasportare merci e materiali per la ricostruzione ed altre incombenze conseguenti alle assurdità belliche, imponevano che una parte consistente della produzione automobilistica in generale fosse destinata a mezzi commerciali o comunque dalle spiccate caratteristiche di polivalenza. Per questo, in quegli anni le giardinette e le furgonette stavano riscuotendo un particolare successo. Alla Régie ci si accorse di tale aspetto fin da subito e fu per questo che già nel 1946, in contemporanea con il lancio della 4CV fu avviato un progetto relativo ad una vettura particolare, dalle caratteristiche trasversali, una sorta di station wagon, ma molto rialzata da terra in modo da poter percorrere anche strade non asfaltate (numerose all'epoca), caratterizzata da dimensioni generose per poter avere un buon vano di carico, ma che nello stesso tempo potesse essere una buona vettura da famiglia. Insomma, avrebbe potuto essere una primissima antesignana di quelle che, oltre cinquant'anni dopo, sarebbero divenute famose con il termine di crossover. Tale presa di coscienza fu indotta anche dalle richieste dei rappresentanti dei vari punti vendita Renault sparsi in Francia, i quali auspicavano proprio una vettura di questo genere, vista e considerata la tipologia di clientela Renault, piuttosto conservatrice ed ostile ad innovazioni particolarmente ardite. Tra il 1946 ed il 1947 furono realizzati i primi due modellini, che prefiguravano già da vicino le linee definitive e che tradivano l'ispirazione alle soluzioni stilistiche americane, una tendenza che durante i primi tre decenni del dopoguerra fece sentire i propri effetti sull'intera produzione automobilistica europea. Durante il progetto si diede spazio alle caratteristiche di semplicità e praticità che avrebbero dovuto prevalere nella nuova vettura, e questo anche per contenere i costi di progettazione e sviluppo. Anche per quanto riguarda la meccanica non si progettò niente di nuovo, ma si attinse piuttosto da ciò che si aveva tra le mani: il motore scelto fu quello, ormai decisamente vecchio, della Primaquatre d'anteguerra, mentre il telaio fu derivato da quello del furgone 1000 kg. Una volta congelate le linee della vettura, si passò alla realizzazione della carrozzeria vera e propria. Autore di tale compito fu il designer Robert Barthaud e la sua équipe, con la collaborazione della carrozzeria Chausson, a cui sarebbe stata affidata la costruzione del carrozzerie per non intasare lo stabilimento di Billancourt, già troppo impegnato con i grandi volumi produttivi della 4CV. L'assemblaggio finale avrebbe comunque avuto luogo presso lo stabilimento di Billancourt, dove le carrozzerie finite giungevano dall'atelier Chausson di Gennevilliers, nei pressi di Parigi.

### Debutto

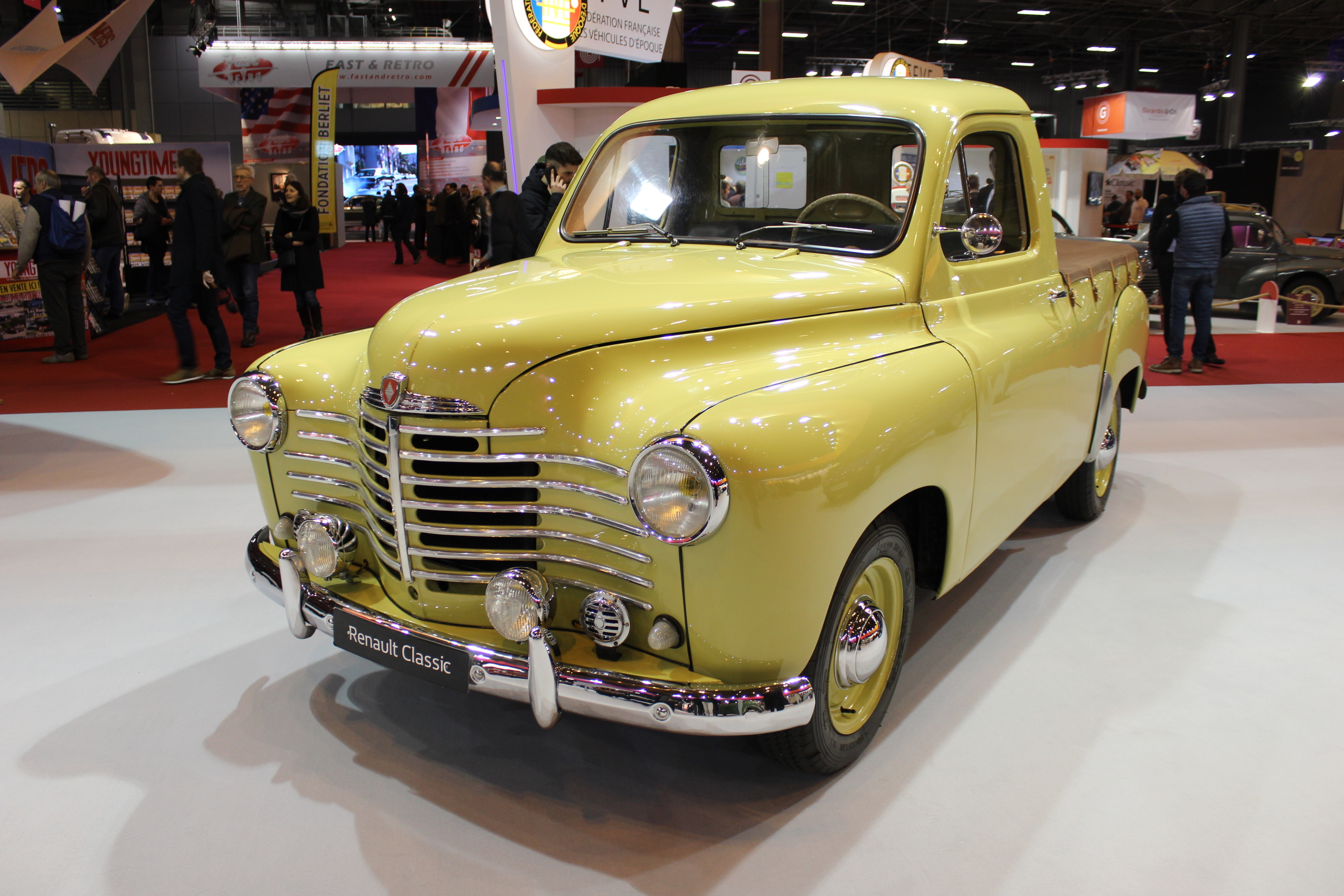
Una Renault Colorale pick-up

La presentazione alla stampa ebbe luogo nel maggio del 1950, mentre quella al grande pubblico avvenne alcuni mesi dopo, al Salone di Parigi. Per quanto riguarda la denominazione, fu scelta quella di Colorale, nata dalla fusione delle parole "Coloniale" e "Rurale", che davano un'idea sufficientemente chiara di quelle che erano le caratteristiche della vettura. L'appuntamento con la stampa si ebbe presso il Parc de Bagatelle di Parigi, dove la Colorale fu svelata in un'unica versione denominata Prairie, ossia la versione destinata ad un trasporto promiscuo. Nell'attesa dell'appuntamento al Salone di Parigi, la gamma venne completata con l'arrivo delle versioni Savane, Taxi 85, furgone e pick-up.

#### Design e versioni
Delle cinque versioni previste per la gamma Colorale, la Prairie era quella destinata ad un utilizzo più borghese, in quanto fungeva tranquillamente anche da vettura di tipo giardinetta. Era in ogni caso caratterizzata da un design di tipo minimalista, sia all'esterno che all'interno. Esternamente, lo stile era quello tipico dei tardi anni '40, con linee arrotondate, solide e massicce, che suscitavano una sensazione di imponenza e di indistruttibilità. I passaruota erano bombati, in questo caso specialmente quelli posteriori, anche se è visibile un chiaro sconfinamento verso lo stile Ponton che avrebbe cominciato a diffondersi di lì a pochissimo. La vista laterale è caratterizzata dalla presenza delle portiere apribili ad armadio, mentre per quanto riguarda il frontale, l'équipe di Barthaud cercò di conferirgli un disegno simile a quello della "sorellina" minore, la 4CV, in modo da identificare immediatamente la marca di appartenenza della vettura. E quindi ecco i proiettori tondi agli angoli del "muso" e la calandra a listelli orizzontali cromati. Anche l'abitacolo era di tipo minimalista, specialmente osservando il cruscotto a due strumenti circolari senza praticamente nient'altro, eccetto la presenza di due vani portaoggetti sulla plancia. Il grande volante a tre razze montava sul proprio piantone la leva del cambio, cosicché davanti poteva essere sistemata una vera e propria panchetta a tre posti, per un totale di sei posti considerando anche la panchetta posteriore. Ma montando un apposito strapuntino posteriore nel vano bagagli, la vettura poteva dare spazio anche ad un settimo passeggero. Smontando però quest'ultimo la capacità del bagagliaio aumentava sensibilmente, per divenire enorme una volta smontata anche la panchetta posteriore, fino a poco meno di 3 m³ di volume totale. L'accesso al vano bagagli avveniva mediante un portellone ad apertura frazionata, ossia in due metà incernierate rispettivamente sul tetto e all'altezza del paraurti. La Prairie fu la versione di gran lunga più venduta dell'intera gamma Colorale.
La versione Savane era destinata ai Paesi africani e sudamericani, dove il clima era spesso impietoso. Per questo, la Savane era dotata fra l'altro di un parabrezza apribile a compasso, nonché di appositi teli al posto dei vetri laterali posteriori. La vocazione della Savane era quella di vendere in particolare nelle colonie francesi. All'epoca non si parlava più di "impero francese", ma di una cosiddetta "unione francese" all'interno della quale l'industria transalpina sperava di allargare il primo giro di affari.
La versione "Taxi 85" prendeva la propria denominazione dal fatto che montava un motore derivato direttamente da quello della Primaquatre (come peraltro anche tutte le altre Colorale prodotte fino al 1953, e cioè con alesaggio pari ad 85 mm. Tale versione era caratterizzata dal fatto di essere provvista di un solo sedile destinato all'autista, in modo da avere più spazio per i bagagli, visto che la panchetta posteriore era spostata più indietro in modo da rendere più confortevole il viaggio agli occupanti. Era inoltre dotata di un tetto apribile nella zona posteriore del tetto.
La versione furgoncino, come al solito, era caratterizzata dall'assenza di un divanetto posteriore e dall'assenza di lunotto e vetri laterali posteriori. La portata massima della Colorale senza panchetta posteriore era di 800 kg, sia che si trattasse di una versione furgonata, sia che si trattasse invece di una Prairie con divanetto smontato. Era presente anche una sola portiera per lato. Infine, la versione pick-up era caratterizzata dalla presenza di un cassone scoperto con sponde. Sopra tale cassone era montata la ruota di scorta e l'accesso era possibile grazie ad uno sportello ribaltabile che una volta aperto incorporava un gradino (ricavato nel lato interno dello sportello stesso) che facilitava la salita sopra il piano di carico. Quest'ultima versione, nonostante fosse stata presentata già a Parigi nel 1950, entrò di fatto in listino solo a partire dal mese di aprile del 1951.
Era infine presente anche una sesta versione, ossia il telaio cabinato, nella cui parte posteriore era possibile allestire carrozzeria personalizzate a seconda delle esigenze del cliente.

#### Struttura, meccanica e motore
La Colorale nasceva su di un telaio realizzato prendendo come modello quello del camion 1000 kg, lanciato già nel 1946 e destinato ad un buon successo di vendite. Tale telaio era di tipo tradizionale, a longheroni e traverse, vista la necessità di contenere i costi. Anche l'architettura meccanica era di tipo classico, con motore anteriore e trazione posteriore. Le sospensioni erano ad assale rigido su entrambi gli assi ed il retrotreno conteneva come sempre, in questi casi, l'alloggiamento per il differenziale. Il molleggiamento era affidato a balestre longitudinali sia davanti che dietro. In alcuni modelli, e precisamente nella Savane e nella Pick-up, era presente anche un dispositivo che permetteva di variare la flessibilità delle molle. Tale dispositivo era presente anche nella versione Taxi e nella versione Prairie con allestimento Luxe, ma solo al retrotreno faceva parte del corredo di serie. Per averlo anche all'avantreno occorreva pagare un sovrapprezzo. L'impianto frenante era idraulico a quattro tamburi da 355,6 mm di diametro, mentre lo sterzo era del tipo a vite globoidale e rullo.
Il "cuore" della Colorale era il cosiddetto motore Type 603W, noto anche come Type 85 per via della misura del suo alesaggio. Si trattava di un 4 cilindri già noto agli addetti ai lavori per aver equipaggiato la Primaquatre durante gli anni '30 del XX secolo. La cilindrata di questo motore era di 2383 cm³ ed era in grado di erogare una potenza massima di 48 CV, un valore modesto che non permetteva alla vettura di superare i 90 km/h di velocità massima, visto e considerato il suo peso a vuoto, compreso fra i 15,5 ed i 17 quintali a seconda della versione. Il cambio era del tipo manuale a 4 marce, delle quali le due più alte erano sincronizzate. Il moto veniva trasmesso alle ruote posteriori attraverso un albero di trasmissione di tipo cardanico.

### Evoluzione
Della Colorale vennero apprezzate le doti di praticità, molto meno quelle relative ai consumi. Nel 1951 venne condotto un test di consumo, al termine del quale emerse che con una guida brillante la vettura arrivava a consumare oltre 16,5 litri di carburante ogni 100 km. Tale risultato poteva essere limato di soli 3 litri adottando una guida accorta, ma in ogni caso si era sopra i 12 litri ogni 100 km dichiarati dalla Casa.. Ciò, unito ad un prezzo sopra la media, decretò fin da subito un'accoglienza tiepida da parte della clientela. Nel primo anno di produzione solo 11.540 esemplari lasciarono lo stabilimento di Billancourt, molti meno rispetto alla cadenza produttiva su cui la Renault contava, e cioè di centocinquanta vetture al giorno, la cifra minima per garantire redditività al modello. Mentre si studiavano soluzioni per arginare la falla relativa ai consumi, il Salone di Parigi del 1951 vide la presentazione della versione a trazione integrale, prevista nelle versioni Prairie, Savane e pick-up. La trazione aggiuntiva sull'asse anteriore fu realizzata utilizzando un ponte Tracta-Bendix e poteva essere disinserita a seconda delle esigenze del conducente. Esternamente, la versione a quattro ruote motrici era riconoscibile per la maggior altezza da terra e per gli pneumatici con scolpiture specifiche, più profonde. Essendo più pesante di ben 250 kg rispetto alle corrispondenti versioni a trazione posteriore, si cercò di limitarne il calo di prestazioni portando il motore a 52 CV di potenza massima. Ma non si poté fare molto di più: l'unica speranza fu quella di montare un motore nuovo e più moderno. Tale motore arrivò nel 1953, quando nuovamente al Salone di Parigi fu presentata la nuova Colorale equipaggiata con l'unità Étendard da 2 litri, la stessa che già da un paio d'anni veniva montata sotto il cofano della Frégate. Tuttavia, anche questo motore non mancò di suscitare perplessità, poiché a fronte dei suoi 58 CV (sei in più rispetto alle ultime Colorale con motore da 2,4 litri e dieci in più rispetto alle prime) fu rilevato un peggioramento nell'erogazione della coppia ai bassi regimi. La Colorale, quindi, non riuscì a far breccia nel cuore della potenziale clientela, che dal canto suo preferì modelli più economici come le versioni giardinetta e furgonetta su base Peugeot 203 o, restando in Casa Renault, sulla base delle vecchie Juvaquatre, certamente meno potenti, ma in grado di compensare tale lacuna con una massa a vuoto sensibilmente inferiore (fino a 5 o 6 quintali in meno), ed i cui motori di cilindrata ridotta permettevano costi di esercizio decisamente inferiori.
Non mancarono per contro alcuni tentativi di promuovere le doti di indistruttibilità della Colorale, partecipando a spedizioni in Africa o promuovendo nuove campagne pubblicitarie che ritraevano le varie versioni della Colorale in diverse situazioni professionali, addirittura vi furono alcuni carrozzieri che ne realizzavano versioni fuoriserie particolari, allestite come ambulanza o come carro funebre. Ma non vi fu niente da fare, non solo la Colorale si dimostrò tutt'altro che redditizia, ma addirittura la Casa arrivava a perdere il 10% per ogni esemplare venduto. Gli ultimi esemplari di Colorale furono smaltiti all'inizio del 1957.